# 사피엔차 로마 대학교

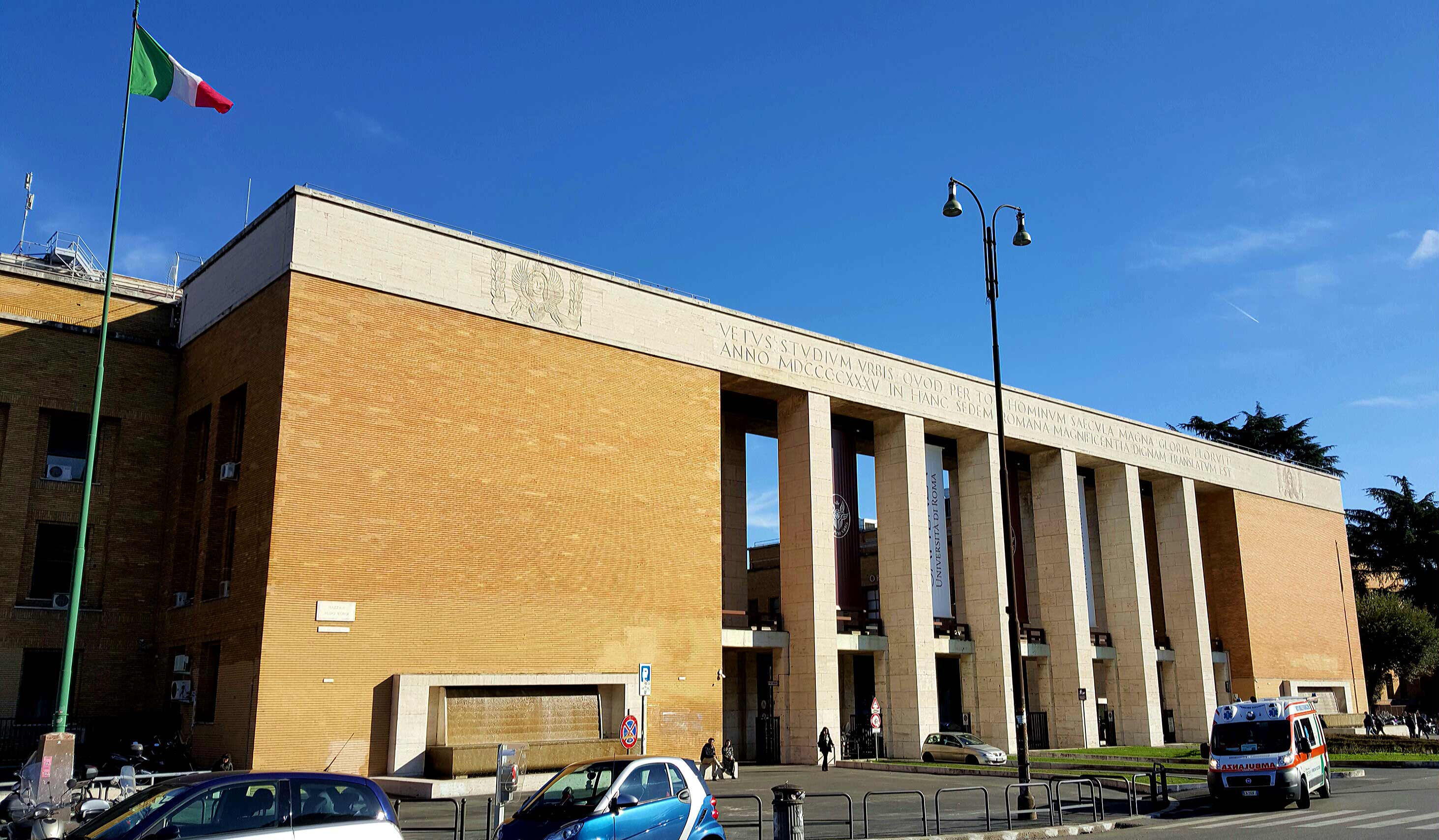

사피엔차 로마 대학교(이탈리아어: Sapienza - Università di Roma 사피엔차 우니베르시타 디 로마[*]; 영어: Sapienza University of Rome)는 로마에 있으며, 이탈리아 라치오 주의 재정 지원을 받는 3개의 대학 중 가장 오래되었다. 교황 보니파시오 8세의 주도로 1303년 4월 20일, 교황의 공인서 "In suprema praeminentia dignitatis(최상의 특권적 존엄성 공인)"에 따라 "Studium Urbis(도시의 학교)"가 로마에 세워지게 되었고 이것이 오늘날 로마 라 사피엔차 대학교가 된다. 이후 최고의 지성을 의미하는 '라 사피엔차(La Sapienza)'라는 공식적인 명칭으로 변경되었다.
2008년 기준, 140,000명의 학생들이 재학 중이며 유럽에서 가장 많은 학생들이 다니는 대학이자, 세계에서는 두 번째이다. 상하이 자오퉁 대학 세계대학 평가 순위에 따르면, 로마 라 사피엔차 대학교는, 밀라노 대학교와 피사 대학교와 함께, 이탈리아의 주요대학들 중 하나로 인정받았다. 그리고 유럽 내에서는 프랑크푸르트의 대학과 같은 저명한 대학교들보다 상위인 34위에 올랐다.
특히 고고학 전공은 2023 QS 세계 대학 평가 기준 10위일 정도로 높은 순위에 랭크되어 있는데,
이는 유적과 유물을 발굴함으로써 연구가 이루어지는 고고학 특성상 로마 현지에 위치한 로마 사피엔차 대학교가 고대 로마에 대한 고고학을 연구하기 아주 좋은 환경이기 때문에 학교가 설립된 이후 수많은 고대 로마 고고학 연구들이 이루어져 왔기 때문이다.

## 같이 보기
- 히트맨 (2016년 비디오 게임)
- 밀라노 대학교
- 볼로냐 대학교
- 로마 토르 베르가타 대학교